# Георгий Хрисоцок
Георгий Хрисоцок (на гръцки: Γεώργιος ό Χρυσοκόκκης; на латински: Giorgios Chrisococcus, Georgius Chrysococces) е гръцки физик, астроном и математик през 15 век в Константинопол.
Автор е на книги по астрономия и математика и си пише с приятеля си Теодор Газа, който работи в библиотеката на Ватикан.
Учител е на Генадий Схоларий (патриарх на Константинопол през 1454 – 1464) и на Висарион Никейски от 1416 г.